# Praia do Sudoeste (São Pedro da Aldeia)
A Praia do Sudoeste localiza-se na cidade de São Pedro da Aldeia, no estado brasileiro do Rio de Janeiro.
Constitui-se uma das mais procuradas praias da cidade.[carece de fontes?]